# Quinzième législature du Riigikogu
XIVe
Château de Toompea
La XVe législature du Riigikogu est le cycle parlementaire du Riigikogu, le parlement de l'Estonie qui s'ouvre le 10 avril 2023, à la suite des élections législatives de 2023.

## Groupes parlementaires
Les groupes parlementaires du Riigikogu se composent d'au moins cinq députés, tous élus sur la liste d'un même parti politique, étant entendu que les députés issus d'un même parti politique ne peuvent constituer qu'un seul groupe. Aucun député ne peut appartenir à plusieurs groupes parlementaires. Une fois constitués, les groupes sont enregistrés auprès du bureau.
En gras sont indiqués les partis de la majorité parlementaire.
|                                               |                |          |                     |  |
| Groupe                                        | Positionnement | Membres  | Président           |  |
| Parti de la réforme d'Estonie (ERE)           | Centre droit   | 37 / 101 | Õnne Pillak         |  |
| Estonie 200 (E200)                            | Centre         | 13 / 101 | Toomas Uibo         |  |
| Parti populaire conservateur d'Estonie (EKRE) | Droite         | 10 / 101 | Martin Helme        |  |
| Parti social-démocrate (SDE)                  | Centre gauche  | 9 / 101  | Madis Kallas        |  |
| Isamaa                                        | Centre droit   | 8 / 101  | Helir-Valdor Seeder |  |
| Parti du centre d'Estonie (KESK)              | Centre gauche  | 7 / 101  | Lauri Laats         |  |
| Non-inscrits                                  | —              | 17 / 101 | —                   |  |

## Liste des députés
La liste suivante dresse les 101 députés du Riigikogu par groupe parlementaire au 12 avril 2025 :

### Parti de la réforme(ERE)
- Annely Akkermann
- Hele Everaus
- Anti Haugas
- Jüri Jaanson
- Karmen Joller
- Mario Kadastik
- Liina Kersna
- Meelis Kiili
- Signe Kivi
- Toomas Kivimägi
- Mait Klaassen
- Eerik-Niiles Kross
- Urmas Kruuse
- Katrin Kuusemäe
- Kalle Laanet
- Hanah Lahe
- Maris Lauri
- Mihkel Lees
- Eero Merilind
- Marko Mihkelson
- Õnne Pillak
- Mati Raidma
- Valdo Randpere
- Maido Ruusmann
- Luisa Rõivas
- Andrus Seeme
- Pipi-Liis Siemann
- Timo Suslov
- Margit Sutrop
- Andres Sutt
- Aivar Sõerd
- Kristina Šmigun-Vähi
- Urve Tiidus
- Madis Timpson
- Vilja Toomast
- Kristo Enn Vaga
- Mart Võrklaev

### Estonie 200(E200)
- Lauri Hussar
- Ando Kiviberg
- Irja Lutsar
- Juku-Kalle Raid
- Marek Reinaas
- Kalev Stoicescu
- Kadri Tali
- Peeter Tali
- Tarmo Tamm
- Igor Taro
- Tanel Tein
- Hendrik Johannes Terras
- Toomas Uibo

### Parti populaire conservateur(EKRE)
- Arvo Aller
- Rain Epler
- Helle-Moonika Helme
- Mart Helme
- Martin Helme
- Rene Kokk
- Siim Pohlak
- Anti Poolamets
- Evelin Poolamets
- Varro Vooglaid

### Parti social-démocrate(SDE)
- Anti Allas
- Raimond Kaljulaid
- Madis Kallas
- Helmen Kütt
- Priit Lomp
- Tiit Maran
- Eduard Odinets
- Heljo Pikhof
- Reili Rand

### Isamaa
- Aivar Kokk
- Tõnis Lukas
- Mart Maastik
- Andres Metsoja
- Urmas Reinsalu
- Helir-Valdor Seeder
- Priit Sibul
- Riina Solman

### Parti du centre(KESK)
- Vladimir Arhipov
- Vadim Belobrovtsev
- Aleksei Jevgrafov
- Andrei Korobeinik
- Anastassia Kovalenko-Kõlvart
- Lauri Laats
- Aleksandr Tšaplõgin

### Non-inscrits(NI)
- Jaak Aab
- Enn Eesmaa
- Peeter Ernits
- Ants Frosch
- Kalle Grünthal
- Andre Hanimägi
- Züleyxa Izmailova
- Maria Jufereva-Skuratovski
- Jaanus Karilaid
- Ester Karuse
- Tanel Kiik
- Leo Kunnas
- Alar Laneman
- Tõnis Mölder
- Henn Põlluaas
- Kersti Sarapuu
- Jaak Valge